# Klaus Michler
Klaus Michler, född den 15 maj 1970 i Stuttgart, Tyskland, är en tysk landhockeyspelare.
Han tog OS-guld i herrarnas landhockeyturnering i samband med de olympiska landhockeytävlingarna 1992 i Barcelona.